# Brough Motorcycles

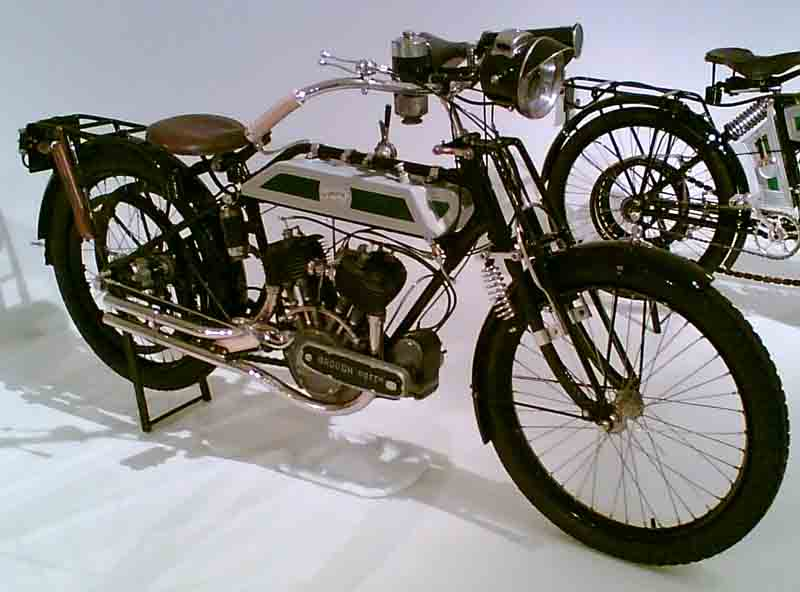
W E Brough V 1913.

Brough Motorcycles tillverkades av William E. Brough i Nottingham, England, från 1908 till 1926. Ursprungligen användes ett flertal olika motorer fram till 1913, men Brough fastnade slutligen för en 2-cylindrig boxermotor.